# Ribaute-les-Tavernes
Ribaute-les-Tavernes est une commune française située dans le centre du département du Gard en région Occitanie.
Exposée à un climat méditerranéen, elle est drainée par le Gard, le Gardon d'Alès, le ruisseau de Carriol, l'Allarenque, le ruisseau de Grimoux et par divers autres petits cours d'eau. La commune possède un patrimoine naturel remarquable composé de deux zones naturelles d'intérêt écologique, faunistique et floristique.
Ribaute-les-Tavernes est une commune rurale qui compte 2 055 habitants en 2022, après avoir connu une forte hausse de la population depuis 1968.  Elle fait partie de l'aire d'attraction d'Alès. Ses habitants sont appelés les Ribautains ou  Ribautaines.
Le patrimoine architectural de la commune comprend un immeuble protégé au titre des monuments historiques : le château de Ribaute, inscrit en 2007.

## Géographie
Le village de Ribaute est situé à 10 kilomètres au sud d'Alès, au bord du Gardon.
| Bagard            | Saint-Christol-lez-Alès |                       |
| Boisset-et-Gaujac | Ribaute-les-Tavernes    | Vézénobres            |
| Lézan             | Cardet                  | Massanes, Cassagnoles |

### Climat
Pour des articles plus généraux, voir Climat de l'Occitanie et Climat du Gard.
En 2010, le climat de la commune est de type climat méditerranéen franc, selon une étude s'appuyant sur une série de données couvrant la période 1971-2000. En 2020, Météo-France publie une typologie des climats de la France métropolitaine dans laquelle la commune est exposée à un climat méditerranéen et est dans la région climatique Provence, Languedoc-Roussillon, caractérisée par une pluviométrie faible en été, un très bon ensoleillement (2 600 h/an), un été chaud (21,5 °C), un air très sec en été, sec en toutes saisons, des vents forts (fréquence de 40 à 50 % de vents > 5 m/s) et peu de brouillards.
Pour la période 1971-2000, la température annuelle moyenne est de 13,7 °C, avec une amplitude thermique annuelle de 17,5 °C. Le cumul annuel moyen de précipitations est de 965 mm, avec 7,1 jours de précipitations en janvier et 3,2 jours en juillet. Pour la période 1991-2020, la température moyenne annuelle observée sur la station météorologique la plus proche, située sur la commune de Cardet à 1 km à vol d'oiseau, est de 14,6 °C et le cumul annuel moyen de précipitations est de 974,6 mm,. Pour l'avenir, les paramètres climatiques de la commune estimés pour 2050 selon différents scénarios d'émission de gaz à effet de serre sont consultables sur un site dédié publié par Météo-France en novembre 2022.

### Milieux naturels et biodiversité
L’inventaire des zones naturelles d'intérêt écologique, faunistique et floristique (ZNIEFF) a pour objectif de réaliser une couverture des zones les plus intéressantes sur le plan écologique, essentiellement dans la perspective d’améliorer la connaissance du patrimoine naturel national et de fournir aux différents décideurs un outil d’aide à la prise en compte de l’environnement dans l’aménagement du territoire.
Une ZNIEFF de type 1 est recensée sur la commune :
le « Gardon d'Anduze et Gardon » (461 ha), couvrant 11 communes du département et une ZNIEFF de type 2, : 
la « vallée moyenne des Gardons » (1 848 ha), couvrant 24 communes du département.

Carte des ZNIEFF de type 1 et 2 à Ribaute-les-Tavernes.
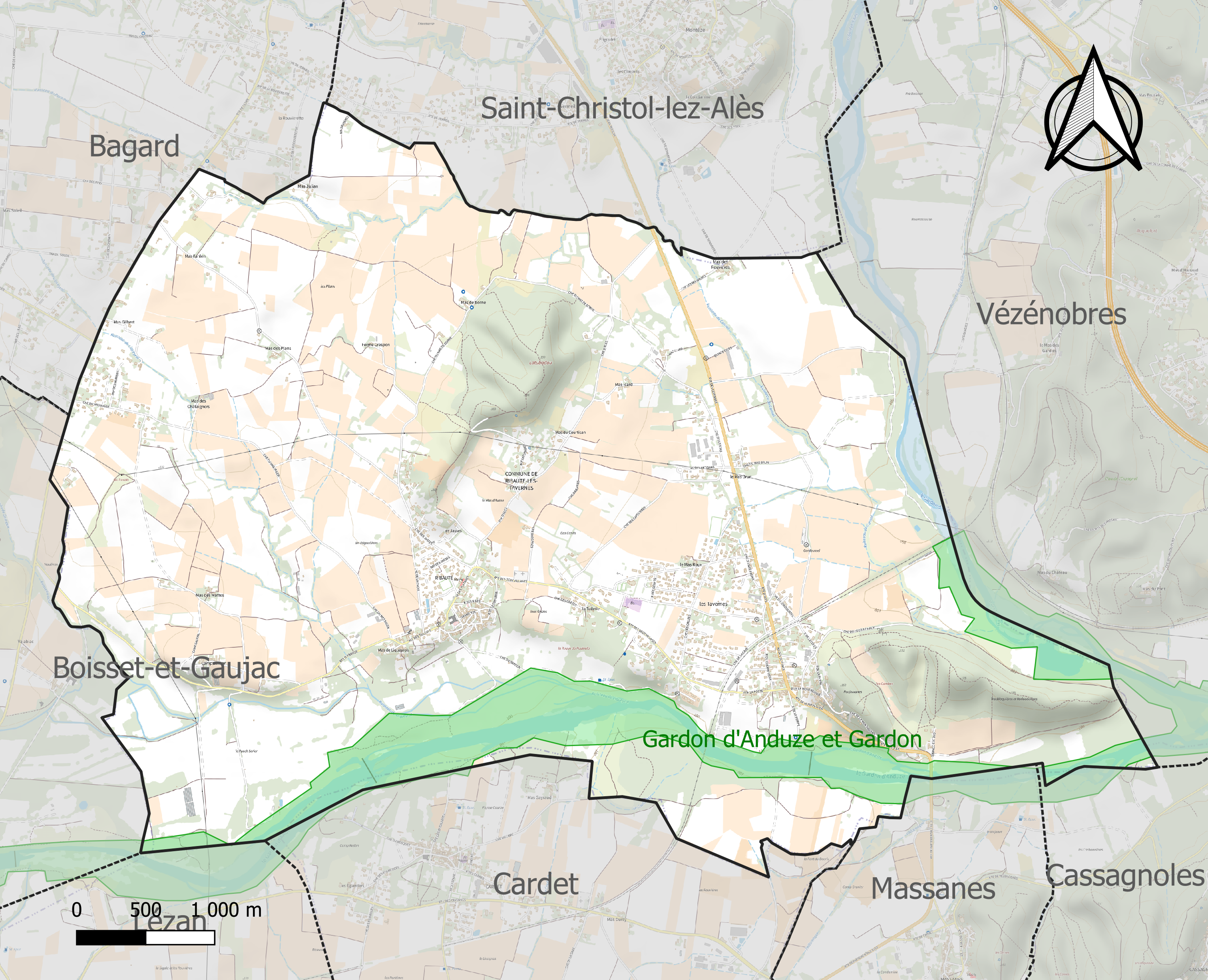
Carte de la ZNIEFF de type 1 sur la commune.
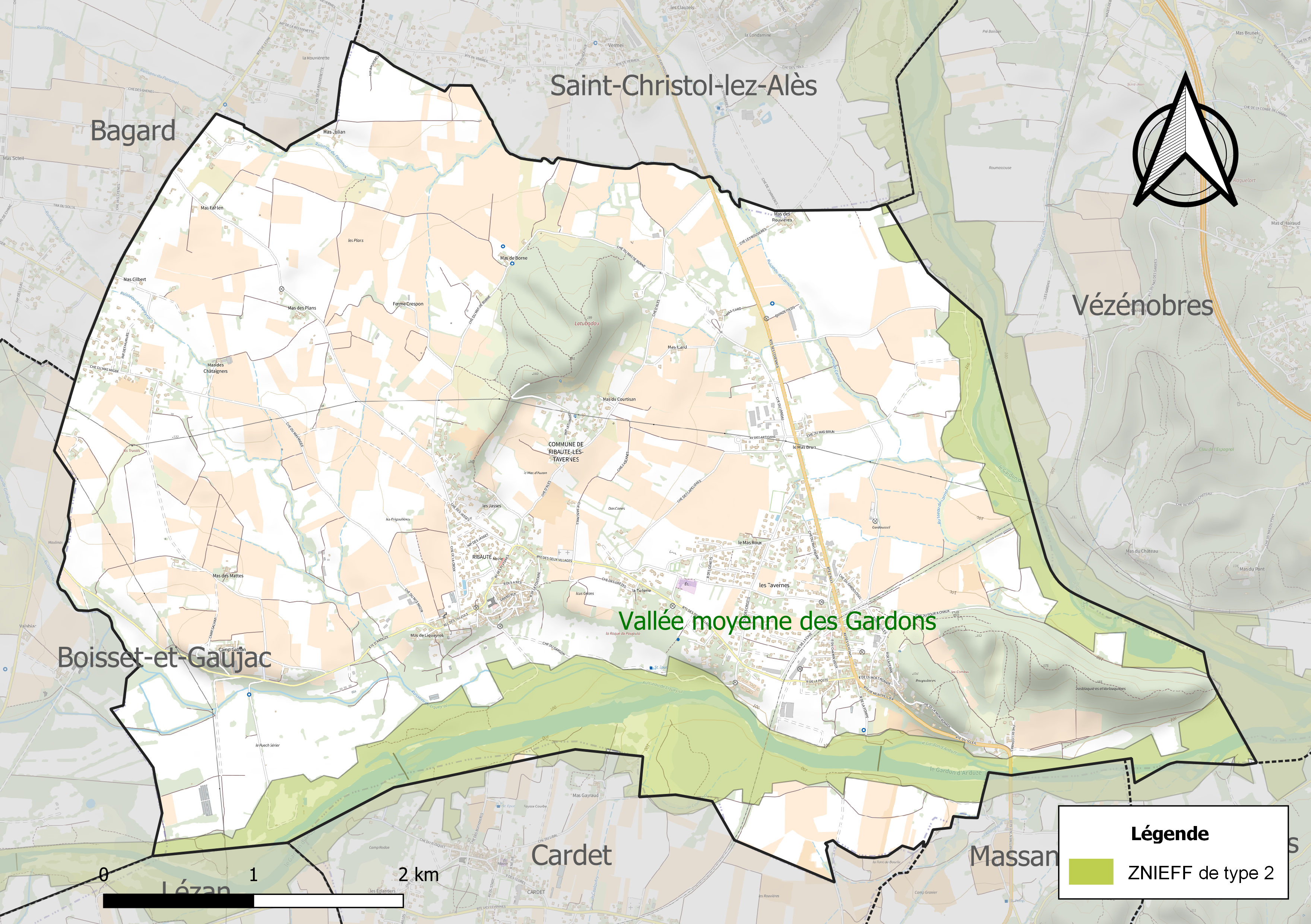
Carte de la ZNIEFF de type 2 sur la commune.

## Urbanisme

### Typologie
Au 1er janvier 2024, Ribaute-les-Tavernes est catégorisée bourg rural, selon la nouvelle grille communale de densité à sept niveaux définie par l'Insee en 2022.
Elle est située hors unité urbaine. Par ailleurs la commune fait partie de l'aire d'attraction d'Alès, dont elle est une commune de la couronne,. Cette aire, qui regroupe 64 communes, est catégorisée dans les aires de 50 000 à moins de 200 000 habitants,.

### Occupation des sols
L'occupation des sols de la commune, telle qu'elle ressort de la base de données européenne d’occupation biophysique des sols Corine Land Cover (CLC), est marquée par l'importance des territoires agricoles (71,7 % en 2018), en diminution par rapport à 1990 (79,5 %). La répartition détaillée en 2018 est la suivante : 
cultures permanentes (44,9 %), zones agricoles hétérogènes (22,2 %), forêts (16,5 %), zones urbanisées (9,9 %), terres arables (4,6 %), milieux à végétation arbustive et/ou herbacée (1,9 %). L'évolution de l’occupation des sols de la commune et de ses infrastructures peut être observée sur les différentes représentations cartographiques du territoire : la carte de Cassini (XVIIIe siècle), la carte d'état-major (1820-1866) et les cartes ou photos aériennes de l'IGN pour la période actuelle (1950 à aujourd'hui).

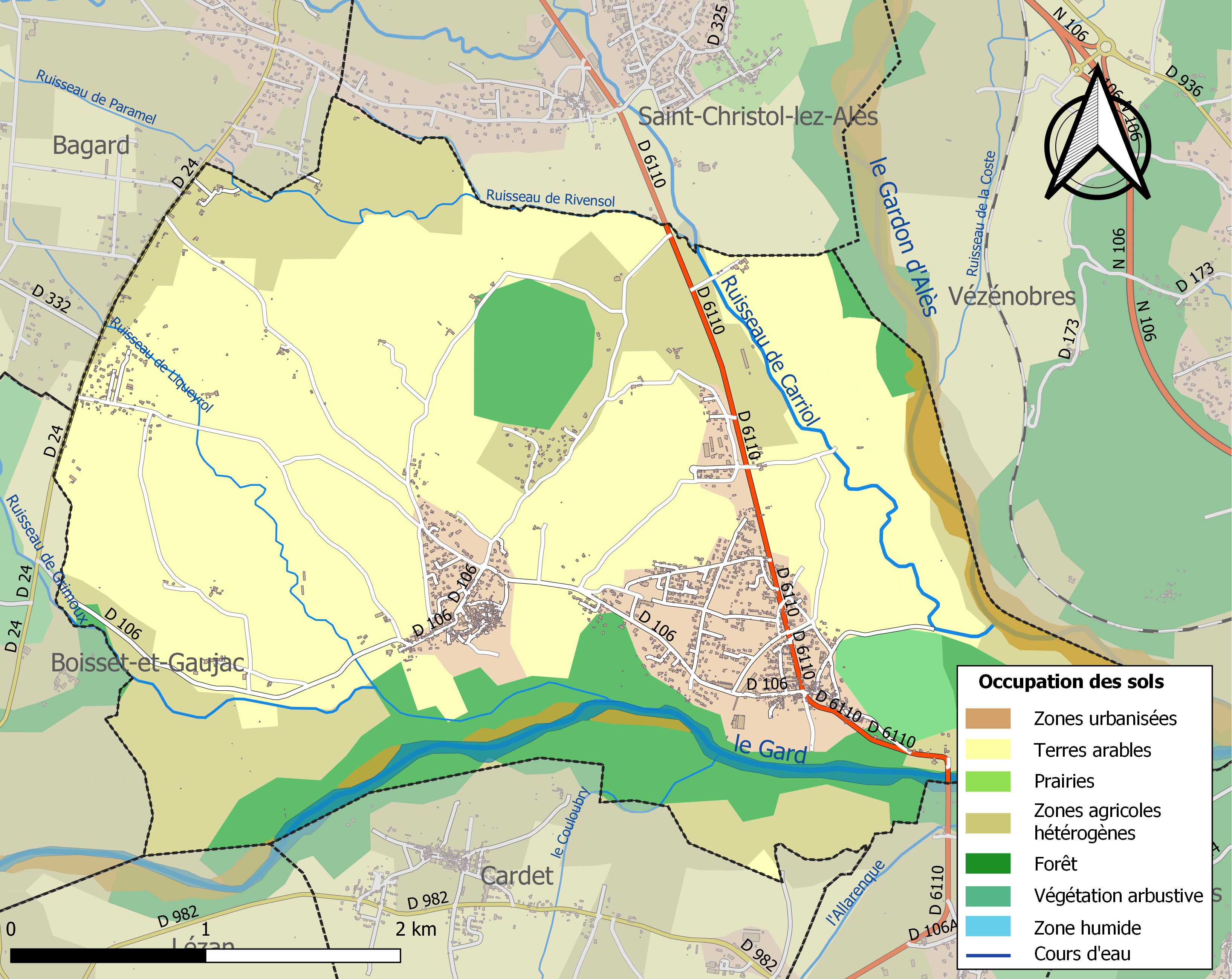
Carte des infrastructures et de l'occupation des sols de la commune en 2018 (CLC).

### Risques majeurs
Le territoire de la commune de Ribaute-les-Tavernes est vulnérable à différents aléas naturels : météorologiques (tempête, orage, neige, grand froid, canicule ou sécheresse), inondations, feux de forêts et séisme (sismicité faible). Il est également exposé à deux risques technologiques,  le transport de matières dangereuses et la rupture d'un barrage. Un site publié par le BRGM permet d'évaluer simplement et rapidement les risques d'un bien localisé soit par son adresse soit par le numéro de sa parcelle.

#### Risques naturels
Certaines parties du territoire communal sont susceptibles d’être affectées par le risque d’inondation par débordement de cours d'eau et par une crue torrentielle ou à montée rapide de cours d'eau, notamment le Gard, le Gardon d'Alès  et le ruisseau de Carriol. La commune a été reconnue en état de catastrophe naturelle au titre des dommages causés par les inondations et coulées de boue survenues en 1982, 1987, 1992, 1993, 1995, 1997, 2001, 2002, 2005, 2010 et 2020,.

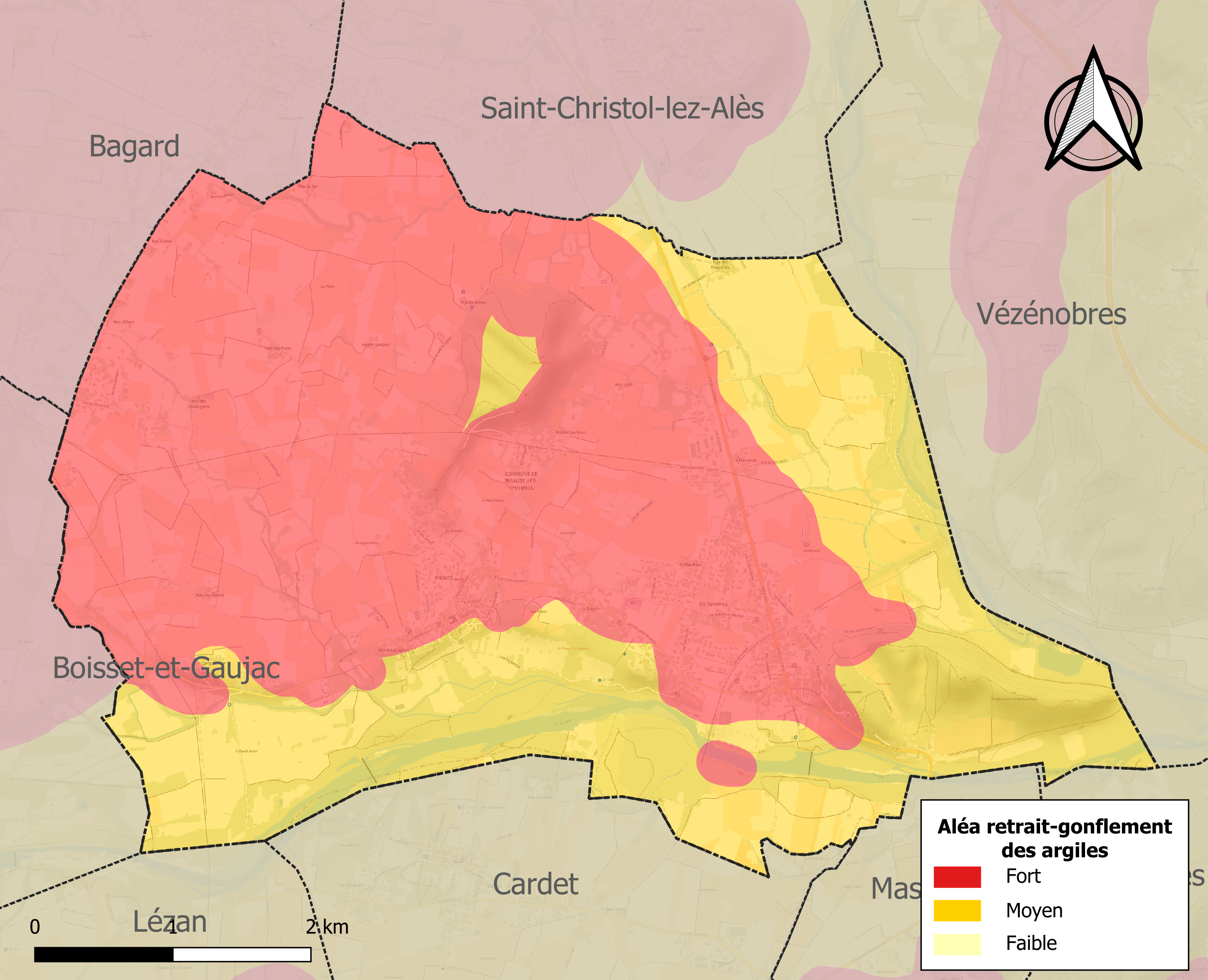
Carte des zones d'aléa retrait-gonflement des sols argileux de Ribaute-les-Tavernes.

Le retrait-gonflement des sols argileux est susceptible d'engendrer des dommages importants aux bâtiments en cas d’alternance de périodes de sécheresse et de pluie. La totalité de la commune est en aléa moyen ou fort (67,5 % au niveau départemental et 48,5 % au niveau national). Sur les 813 bâtiments dénombrés sur la commune en 2019, 813 sont en aléa moyen ou fort, soit 100 %, à comparer aux 90 % au niveau départemental et 54 % au niveau national. Une cartographie de l'exposition du territoire national au retrait gonflement des sols argileux est disponible sur le site du BRGM,.
Par ailleurs, afin de mieux appréhender le risque d’affaissement de terrain, l'inventaire national des cavités souterraines permet de localiser celles situées sur la commune.

#### Risques technologiques
Le risque de transport de matières dangereuses sur la commune est lié à sa traversée par des infrastructures routières ou ferroviaires importantes ou la présence d'une canalisation de transport d'hydrocarbures. Un accident se produisant sur de telles infrastructures est en effet susceptible d’avoir des effets graves au bâti ou aux personnes jusqu’à 350 m, selon la nature du matériau transporté. Des dispositions d’urbanisme peuvent être préconisées en conséquence.
La commune est en outre située en aval du barrage de Sainte-Cécile-d'Andorge, un ouvrage de classe A doté d'un PPI. À ce titre elle est susceptible d’être touchée par l’onde de submersion consécutive à la rupture de cet ouvrage.

## Héraldique
| Blason de Ribaute-les-Tavernes | Blason  | De gueules aux trois fasces d'argent.            |
| Blason de Ribaute-les-Tavernes | Détails | Le statut officiel du blason reste à déterminer. |

## Économie

### Revenus
En 2018  (données Insee publiées en septembre 2021), la commune compte 836 ménages fiscaux, regroupant 2 055 personnes. La médiane du revenu disponible par unité de consommation est de 19 260 € (20 020 € dans le département). 40 % des ménages fiscaux sont imposés (43,9 % dans le département).

### Emploi
|                | 2008   | 2013   | 2018   |
| -------------- | ------ | ------ | ------ |
| Commune        | 10,9 % | 13,4 % | 11,7 % |
| Département    | 10,6 % | 12 %   | 12 %   |
| France entière | 8,3 %  | 10 %   | 10 %   |

En 2018, la population âgée de 15 à 64 ans s'élève à 1 299 personnes, parmi lesquelles on compte 72,3 % d'actifs (60,6 % ayant un emploi et 11,7 % de chômeurs) et 27,7 % d'inactifs,. En  2018, le taux de chômage communal (au sens du recensement) des 15-64 ans est inférieur à celui du département, mais supérieur à celui de la France, alors qu'en 2008 il était supérieur à celui du département.
La commune fait partie de la couronne de l'aire d'attraction d'Alès, du fait qu'au moins 15 % des actifs travaillent dans le pôle,. Elle compte 310 emplois en 2018, contre 356 en 2013 et 340 en 2008. Le nombre d'actifs ayant un emploi résidant dans la commune est de 798, soit un indicateur de concentration d'emploi de 38,8 % et un taux d'activité parmi les 15 ans ou plus de 54,2 %.
Sur ces 798 actifs de 15 ans ou plus ayant un emploi, 136 travaillent dans la commune, soit 17 % des habitants. Pour se rendre au travail, 92 % des habitants utilisent un véhicule personnel ou de fonction à quatre roues, 1,2 % les transports en commun, 3,2 % s'y rendent en deux-roues, à vélo ou à pied et 3,7 % n'ont pas besoin de transport (travail au domicile).

### Activités hors agriculture

#### Secteurs d'activités
156 établissements sont implantés  à Ribaute-les-Tavernes au 31 décembre 2019. Le tableau ci-dessous en détaille le nombre par secteur d'activité et compare les ratios avec ceux du département,.
| Secteur d'activité                                                                                        | Commune | Commune | Département |
| Secteur d'activité                                                                                        | Nombre  | %       | %           |
| --- | ------- | ------- | ----------- |
| Ensemble                                                                                                  | 156     | 100 %   | (100 %)     |
| Industrie manufacturière, industries extractives et autres                                                | 26      | 16,7 %  | (7,9 %)     |
| Construction                                                                                              | 35      | 22,4 %  | (15,5 %)    |
| Commerce de gros et de détail, transports, hébergement et restauration                                    | 46      | 29,5 %  | (30 %)      |
| Information et communication                                                                              | 1       | 0,6 %   | (2,2 %)     |
| Activités financières et d'assurance                                                                      | 4       | 2,6 %   | (3 %)       |
| Activités immobilières                                                                                    | 4       | 2,6 %   | (4,1 %)     |
| Activités spécialisées, scientifiques et techniques et activités de services administratifs et de soutien | 12      | 7,7 %   | (14,9 %)    |
| Administration publique, enseignement, santé humaine et action sociale                                    | 11      | 7,1 %   | (13,5 %)    |
| Autres activités de services                                                                              | 17      | 10,9 %  | (8,8 %)     |

Le secteur du commerce de gros et de détail, des transports, de l'hébergement et de la restauration est prépondérant sur la commune puisqu'il représente 29,5 % du nombre total d'établissements de la commune (46 sur les 156 entreprises implantées  à Ribaute-les-Tavernes), contre 30 % au niveau départemental.

#### Entreprises et commerces
Les trois entreprises ayant leur siège social sur le territoire communal qui génèrent le plus de chiffre d'affaires en 2020 sont : 
- Cevennes Carburants, commerce de gros (commerce interentreprises) de combustibles et de produits annexes (9 784 k€)
- Meuble Des Cevennes, fabrication de meubles de bureau et de magasin (261 k€)
- GL Energie, production d'électricité (15 k€)

### Agriculture
La commune est dans les Garrigues, une petite région agricole occupant le centre du département du Gard. En 2020, l'orientation technico-économique de l'agriculture  sur la commune est la polyculture et/ou le polyélevage. 
|               | 1988 | 2000 | 2010 | 2020 |
| ------------- | ---- | ---- | ---- | ---- |
| Exploitations | 52   | 36   | 32   | 28   |
| SAU (ha)      | 842  | 783  | 650  | 556  |

Le nombre d'exploitations agricoles en activité et ayant leur siège dans la commune est passé de 52 lors du recensement agricole de 1988  à 36 en 2000 puis à 32 en 2010 et enfin à 28 en 2020, soit une baisse de 46 % en 32 ans. Le même mouvement est observé à l'échelle du département qui a perdu pendant cette période 61 % de ses exploitations,. La surface agricole utilisée sur la commune a également diminué, passant de 842 ha en 1988 à 556 ha en 2020. Parallèlement la surface agricole utilisée moyenne par exploitation a augmenté, passant de 16 à 20 ha.

## Politique et administration

### Liste des maires
| Période                                  | Période                   | Identité              | Étiquette | Qualité                                              |
| ---------------------------------------- | ------------------------- | --------------------- | --------- | ---------------------------------------------------- |
| ?                                        | mars 1983                 | Pierre Esperandieu    | PS        |                                                      |
| mars 1983                                | mars 2008                 | Jean-Claude Paravisol | PS        | Maire honoraire                                      |
| mars 2008                                | mars 2014                 | Patrick Gaujoux       | SE        | Retraité                                             |
| mars 2014                                | En cours (au 25 mai 2020) | Frédéric Itier        | SE        | Professeur des écoles Réélu pour le mandat 2020-2026 |
| Les données manquantes sont à compléter. |                           |                       |           |                                                      |

## Démographie
L'évolution du nombre d'habitants est connue à travers les recensements de la population effectués dans la commune depuis 1793. Pour les communes de moins de 10 000 habitants, une enquête de recensement portant sur toute la population est réalisée tous les cinq ans, les populations de référence des années intermédiaires étant quant à elles estimées par interpolation ou extrapolation. Pour la commune, le premier recensement exhaustif entrant dans le cadre du nouveau dispositif a été réalisé en 2005.

En 2022, la commune comptait 2 055 habitants, en évolution de −5,08 % par rapport à 2016 (Gard : +2,97 %, France hors Mayotte : +2,11 %).
| 1793 | 1800 | 1806 | 1821 | 1831 | 1836 | 1841 | 1846 | 1851 |
| ---- | ---- | ---- | ---- | ---- | ---- | ---- | ---- | ---- |
| 608  | 591  | 726  | 653  | 689  | 712  | 738  | 884  | 845  |

| 1856 | 1861 | 1866 | 1872 | 1876 | 1881 | 1886 | 1891 | 1896 |
| ---- | ---- | ---- | ---- | ---- | ---- | ---- | ---- | ---- |
| 894  | 912  | 918  | 903  | 855  | 809  | 804  | 846  | 860  |

| 1901 | 1906 | 1911 | 1921 | 1926 | 1931 | 1936 | 1946 | 1954 |
| ---- | ---- | ---- | ---- | ---- | ---- | ---- | ---- | ---- |
| 868  | 791  | 787  | 855  | 867  | 852  | 818  | 849  | 933  |

| 1962  | 1968 | 1975  | 1982  | 1990  | 1999  | 2005  | 2006  | 2010  |
| ----- | ---- | ----- | ----- | ----- | ----- | ----- | ----- | ----- |
| 1 008 | 963  | 1 011 | 1 076 | 1 136 | 1 258 | 1 488 | 1 558 | 1 797 |

| 2015  | 2020  | 2022  | - | - | - | - | - | - |
| ----- | ----- | ----- | - | - | - | - | - | - |
| 2 098 | 2 066 | 2 055 | - | - | - | - | - | - |

## Culture locale et patrimoine

### Lieux et monuments
- Le château de Ribaute.
- Église de la Transfiguration de Ribaute-les-Tavernes.
- Temple protestant de Ribaute-les-Tavernes.
- Trois mûriers plantés en 1602, au milieu de la rue centrale (Allée des tilleuls). A l’époque, leurs feuilles servaient à nourrir les vers à soie. Les soieries cévenoles réputées dans toute la France employaient des milliers d’ouvrières. Ces arbres vénérables sont toujours vivants.

### Personnalités liées à la commune
- Jean Cavalier, chef camisard, est né à Ribaute en 1681. Sa maison natale est située au Mas Roux aux Tavernes (une plaque est apposée sur la maison).